# ميدلبوري (فيرمونت)
ميدلبوري (بالإنجليزية: Middlebury, Vermont)‏ هي بلدة تقع بولاية فيرمونت في الولايات المتحدة. تبلغ مساحتها 101.6 (كم²)، وترتفع عن سطح البحر 130 م، بلغ عدد سكانها 8496 نسمة في عام 2010 حسب إحصاء مكتب تعداد الولايات المتحدة وتصل الكثافة السكانية فيها 84.5 نسمة/كم2.

## أعلام
- غابرييل مان
- دوغ لويس
- هوراس إيتون
- جيمس إم. وارنر
- راي فيشر
- ديك كولمان
- غاري سيمبسون
- هوراشيو سايمور
- صموئيل إس. فيلبس
- ماثيو باور

## وصلات خارجية
- www.townofmiddlebury.org
- The US50 - Cities and Towns in Vermont State
- Vermont Cities and Towns, Facts, Map, Flag, Colleges, Government, and More